# Filip Grygar
Filip Grygar (*1970) je český filosof působící na katedře filosofie a religionistiky Fakulty filozofické Univerzity Pardubice. Zabývá se vznikem moderní vědy v 17. století, matematizací přírody a techniky, filosofickými aspekty kvantové teorie a morální odpovědností přírodovědců v době nacistického Německa.

## Biografie
Vystudoval Střední průmyslovou školu stavební v Liberci. Absolvoval obor Filosofie a dvouletý program psychologie pro učitele středních škol na Filozofické fakultě Univerzity Karlovy v Praze a doktorské studium na Přírodovědecké fakultě Univerzity Karlovy. Vyučoval základy společenských věd na Akademickém gymnáziu v Praze. Nyní působí na katedře filosofie a religionistiky Fakulty filozofické Univerzity Pardubice. V roce 2015 obdržel Cenu Josefa Hlávky Nadace Český literární fond a Nadání Josefa, Marie a Zdeňky Hlávkových za původní vědeckou a odbornou knihu v ČR za rok 2014 z oblasti věd o neživé přírodě. V roce 2016 Rada vlády pro výzkum, vývoj a inovace zařadila knihu Komplementární myšlení Nielse Bohra v kontextu fyziky, filosofie a biologie mezi excelentní výsledky z oblasti humanitních disciplín za rok 2015. Je členem Masarykova demokratického hnutí. Jeho popularizační přednášky na pomezí vědy a filosofie dosahují desítek tisíc zhlédnutí.
| „                  | Jsem přesvědčen o tom, že ve spojení filosofického myšlení a světa vědy spočívá jedna z hlavních a dosud nevytěžených možností jak aplikovat filosofii na současný svět. | “ |
| — Filip Grygar [6] | |   |